# إمداد المياه والصرف الصحي في تركيا
إمداد المياه والصرف الصحي في تركيا تتميز بوجود العديد من الإنجازات والتحديات. على مدى العقود الماضية توصول مياه الشرب أصبح شبه عالمي والوصول إلى مرافق الصرف الصحي الملائمة ازدادت بشكل كبير. لقد تم إنشاء مرافق مستقلة في أكبر 16 مدينة حضرية في تركيا واسترداد التكاليف المصروفة زادت، وبالتالي توفرت الأسس لاستدامة تقديم الخدمات. إمدادات المياه المتقطعة، والتي كانت شائعة في العديد من المدن، أصبحت أقل تقطعاً. في عام 2004، 61٪ من مياه الصرف الصحي المجمعة من خلال المجاري أصبحت تتعرض للمُعالجة عبر المحطات.
التحديات المتبقية تشمل الحاجة لزيادة محطات معالجة مياه الصرف الصحي، للحد من ارتفاع مستوى المياه المفقودة والتي لا تحقق ربح والتي تقترب من 50٪ والتي تحصل على زيادة فرص الحصول على خدمات الصرف الصحي الكافية في المناطق الريفية. من المطلوب أن يكون الاستثمار ممتثلاً لمعايير الاتحاد الأوروبي في هذا القطاع، خاصة في معالجة مياه الصرف الصحي، لتكون في حدود ملياري يورو سنوياً، أي أكثر من ضعف المستوى الحالي من الاستثمار.
مؤسسياً، تم تجزئة هذا القطاع. وتفرقت وظائف السياسات والأنظمة والتخطيط بين خمس وزارات، ووزارة الأشغال المائية (DSI)، ومنظمة تخطيط الدولة تحت إشراف مكتب رئيس الوزراء. تقديم الخدمات تقع على عاتق البلديات والتي تبلغ تقريباً 2,400، والمرافق في أكبر 16 مدينة. وقد لعب التعاون الخارجي دوراً رئيسياً ولا تزال في مجال المياه والصرف الصحي في تركيا. ألمانيا وفرنسا والاتحاد الأوروبي والبنك الدولي والشركاء الرئيسيين الخارجيين.